# 共達電聲
共達電聲股份有限公司，簡稱共達電聲，以及共達電聲股份（英語：Gettop Acoustic Co.,Ltd.，深交所：002655），在2001年由赵笃仁創立。
業務从事微型电声元器件及电声组件的研发、生产和销售。總部位於山東省濰坊市坊子區鳯山路68號。股份在2012年2月17日於深圳證券交易所創業板上市。公开发行股票3,000万股，发行后总股本12,000.00万人民幣元，发行价格11.00元人民幣/股，募集资金3.30亿人民幣元。

## 連結
- GettoPacoustic.com （页面存档备份，存于）